# Гусейнов, Салавутдин Магомедшапиевич
Салавутдин Магомедшапиевич Гусейнов (29 декабря 2004) —  российский спортсмен, специализируется по ушу. Чемпион России. Кандидат в мастера спорта России.

## Спортивная карьера
Является воспитанником губденской школы ушу, занимается под руководством Магомед-Али Магомедова. В марте 2023 года в Москве, победив в финале Сейфуллу Ходжаева из Дагестана, выиграл чемпионат России. В апреле 2024 года в Москве, победив в финале Руслана Григорьянца из Дагестана, выиграл чемпионат России. В сентябре 2024 года в Китае в составе сборной России проводил учебно-тренировочный совместно с национальной командой Поднебесной. В ноябре 2024 года в составе сборной Дагестана выиграл Кубок России. В феврале 2025 года в Вологде, принял участие в составе сборной России в матчевой встрече против Китая, он выиграл в очной схватке, которая завершилась победой россиян со счётом 6:2.

## Спортивные достижения
- Чемпионат России по ушу 2023 — ;
- Чемпионат России по ушу 2024 — ;
- Кубок России по ушу 2024 (команда) — ;